# Grito (Marvel Comics)
Grito (Inglés: Shriek) es una personaje ficticia, una supervillana que aparece en los cómics estadounidenses publicados por Marvel Comics. Ella es generalmente representada como una enemiga del Hombre Araña, Morbius,  Venom y la amante de Cletus Kasady, conocido como Carnage.
Naomie Harris interpreta a la personaje haciendo su debut en la película del Universo Spider-Man de Sony, Venom: Let There Be Carnage (2021).

## Historial de publicaciones
Grito apareció por primera vez en Spider-Man Unlimited # 1 (mayo de 1993) y fue creado por el escritor Tom DeFalco y el artista Ron Lim.

## Biografía ficticia del personaje
Grito es una villana peligrosa y criminal demente con la capacidad de manipular el sonido. En una ocasión se alió con Carnage y varios otros supervillanos que iban a Nueva York para asesinar.
Los orígenes de Grito y su nombre real son inciertos. Ella se llamaba Sandra Deel en sus primeras apariciones, pero fue llamada Frances Louise Barrison en apariciones posteriores. Según la Enciclopedia Spider-Man nació como Frances Louise Barrison, pero usa el nombre Sandra Deel como un alias.
Durante su infancia, fue maltratada por su madre por exceso de peso, llevándola a las drogas y conduciéndola a su fijación más tarde convertirse en una madre. Ella se convirtió en una traficante de drogas, que la expuso a situaciones que en última instancia, dañaron su cordura, es decir, recibir un disparo en la cabeza por un oficial de policía, y ser puesta en la oscura dimensión de Cloak, lo que le dio a Grito sus habilidades.
Grito debutó al inicio del crossover "Maximum Carnage". Durante el escape violento de Carnage del instituto mental Ravencroft, se encontró con Grito, que también fue encarcelada y deseaba reunirse con él. Él la liberó, y la pareja se embarcó en una serie de asesinatos. Ellos atrajeron la compañía de otros varios supervillanos homicidas (Demoduende, Doppelganger, y Carroña), y formaron una "familia", con Carnage y Grito como los "padres" y los demás como sus "hijos" (a pesar de que es claramente evidente que Grito tenía amor por Carnage, no se sabe si él sentía lo mismo por ella, aunque implica muchas veces que sí). Grito también usó sus poderes mentales para aumentar el caos, causando que una serie de neoyorquinos se pusieran violentos entre sí, aunque los héroes fueron capaces de calmar a la gente antes de que hicieran algo demasiado grave, como matar a sus propios hijos. Los asesinos se enfrentaron a varios héroes, liderados por Spider-Man, pero sucumbió a las luchas internas. Carnage mató a Doppelganger y dejó a los demás a su derrota y captura, a pesar de que fue capturado posteriormente por los Vengadores tras un enfrentamiento con Spider-Man, Venom y Gata Negra.
Como consecuencia, Grito es devuelta a Ravencroft, pero se escapa de su celda cortocircuitando su unidad de amortiguación de energía. Grito libera a sus compañeros de prisión Gale, Webber, Pyromania y Mayhem, y juntos intentan salir de las instalaciones, con la oposición de Spider-Man y John Jameson. Mientras se distrae con Spider-Man, Grito es eliminada con una pistola tranquilizante por Jameson.
Cuando la Dra. Ashley Kafka, Malcolm McBride acerca la celda de Grito, ella reconoce a Malcolm como su "hijo" Carroña, sale de su habitación y se escapa de Ravencroft con Malcolm. Agitada por la negativa de Malcolm a reconocerla como su madre, Grito se vuelve violenta hacia él, y usa sus poderes para devolverlo a Carroña después de un encuentro con Spider-Man, quien Grito planea hacer que su nuevo "marido" después de sentir una oscuridad creciente. dentro de él. En un intento por hacer que Carroña la abrazara completamente como su madre, Grito lo lleva a Beatrice McBride, la madre biológica de Malcolm, con la intención de que Carroña asesine a la mujer. Spider-Man rastrea al dúo, y en la siguiente pelea, Grito abandona sus planes de convertir a Spider-Man a su lado, y obliga a Carroña a elegir entre ella y Beatrice. El angustiado Carroña, en cambio, comienza a suicidarse con sus propios poderes, que Beatrice intenta detener, diciendo: "¿Crees que mi vida es importante? ¿Crees que no me sacrificaría mil veces para salvar a mi hijo?" cuando Grito le dice que la matará el contacto con Carroña. Tocada, Grito absorbe el virus Carroña, se incapacita a sí misma y convierte a Carroña en Malcolm.
Grito es readmitida en Ravencroft, donde el Chacal le extrae el virus de Carroña (que ella había estado tratando como a un niño por nacer). Más tarde, Grito es presentada como jurado en el simulacro de juicio de Judas Traveler de Spider-Man en el sótano de Ravencroft. Grito y los demás miembros del jurado consideran que Spider-Man es culpable de arruinar vidas y crear supervillanos, pero antes de que puedan ejecutar su sentencia de muerte, son devueltos a sus celdas y Traveller les cambia la memoria.
Ella apareció en Brand New Day como una de los villanos en el bar. Después de que Carnage es devuelta a la Tierra por Industrias Hall, la compañía compra Ravencroft con la intención de utilizar a Grito (que había respondido bien al tratamiento que le había administrado el doctor Tanis Nieves) como fuente de energía para el simbionte Carnage, que había sido separado de Cletus Kasady. Shriek es llevada a Industrias Hall, donde la exposición al simbionte Carnage, junto con sus guardias testigos que golpean a Doppelganger (que había estado tratando de rescatarla), la hace estallar y volver a la manía homicida. Después de que Cletus se reúne con su simbionte, Grito y Doppelganger lo ayudan a causar el caos en toda la ciudad de Nueva York, con Grito ganando poderes adicionales de otro simbionte (que le da un tercer brazo, y cubre la mitad de su rostro) que Carnage había engendrado. Cada vez más temeroso de Grito, Iron Man para derrotarla. Como consecuencia, se demuestra que Grito está en coma, Scorn hizo un daño no especificado en su cerebro.
Grito recupera la conciencia y es reclutada por Caroline le Fay para luchar contra los Defensores Sin Miedo como miembro de las nuevas Doom Maidens. Después de que las Doom Maidens se disuelven, Grito se reúne con Carnage y lo salva de Deadpool en Tulsa, Oklahoma. Los dos asesinos huyen perseguidos por Deadpool, quien choca su auto con una cosechadora, hiriendo gravemente a Grito y enfureciendo a Carnage. Carnage arroja a Deadpool lejos, y se escapa a la base del Equipo de Mercurio (a quien mata) con la inconsciente Grito. Carnage, que le preocupa que Deadpool lo haga cuestionar sus creencias nihilistas, luego hace que Grito lo ayude a ingresar a un hospital psiquiátrico, donde intentan obligar a los pacientes y al personal a responder las preguntas de Carnage sobre ser controlado por poderes superiores, un concepto que disgusta a Carnage. Deadpool, que se ha unido a los simbiontes del Mercury Team, utiliza sus nuevas habilidades de cambio de forma para desorientar a Grito, lo que la hace huir. Después de una escaramuza con Carnage, Deadpool captura a Grito, utiliza a sus simbiontes para disfrazarla como a sí mismo, y engaña al ya destrozado Carnage para que casi la mate, causando Carnage (quien cree que su ataque a Shriek fue "anunciado"). por los poderes superiores) a sufrir una crisis mental. Grito está hospitalizada y Carnage voluntariamente se permite que lo arresten.
Grito se recuperó y fue contratada en los 16 Siniestros, Boomerang y el Búho. Después de ser manipulada y abandonado por Boomerang, Grito y otros tres miembros de 16 SIniestros lo buscaron en el Bar Sin Nombre, solo para ser derrotado por él, Escarabajo, Overdrive y Speed Demon.
Grito posteriormente ataca una estación de policía con Gibbon, Griffin y Ruby Jueves. El cuarteto está dominado por el aprendiz Puercoespín de Spider-Woman.
El supervillano Nain Rouge, con sede en Detroit, contrata a Grito y un nuevo Firebrand para que sean sus ejecutores, lo que los pone en conflicto con los Vengadores de los Grandes Lagos.
Más tarde, Grito apareció como un aliado secreto de Kraven el Cazador cuando lideraba el equipo SWAT del NYPD para cazar a los dinosaurios que viven en la ciudad de Nueva York desde que fueron creados por Stegron. Ella se dio a conocer a sí misma donde usó su ataque sonoro en Venom y luego derrumbó el techo sobre él mucho para molestar a Kraven el Cazador. Grito le dijo a Kraven que puede tener al jefe de Eddie Brock después de su misión. Venom alcanza a Kraven el Cazador y lucha contra él y Grito. Con la ayuda de Tana, Venom declaró que la gente Dinosaurio no estaban matando a nadie y que solo están sobreviviendo bajo tierra. Kraven el Cazador y Grito son arrestados por la policía de Nueva York.
Grito finalmente se reúne con Carnage y Doppelganger nuevamente y juntos formaron un culto dedicado a adorar a Knull. Finalmente regresan a Doverton y obtienen los códices, los restos de simbiontes que quedan en los cuerpos de los anfitriones anteriores, de los ciudadanos que fueron infectados por Carnage.

## Poderes y habilidades
Después de la exposición de la Dimensión Oscura de Cloak, Grito tiene la capacidad de manipular el sonido en una serie de formas elaboradas. Puede aprovechar la fuerza de conmoción destructiva o utilizarla para desorientar y agitar sus enemigos. Parece que ella puede hipersónicamente inducir una intensa emoción en los que la rodean (generar miedo, odio o desesperación). Ella también tiene poderes de levitación moderada que puede utilizar para hacerse volar a sí misma y, posiblemente, algún nivel bajo de capacidad psiónica.
Ella es capaz de sentir el lado más oscuro del psique de una persona para que pueda usar sus poderes para manipular las emociones específicamente de esa persona. Su marcado ojo izquierdo también tiende a brillar cada vez que usa sus poderes. Por qué sólo ese ojo brilla es incierto.

## Otras versiones

### Marvel Zombies
Durante Secret Wars, en un mundo de personajes zombificados, una zombi Grito trabajó con la zombi Mystique en las profundidades de Deadlands y estuvo entre los zombis que fueron atacados por Ulysses Bloodstone después de que Deadpool, que actuaba como fuente de carne, fuera destruido. Más tarde, intentó recuperar a un niño llamado "Shuttup" después de haber sido rescatada y estaba con Mystique durante la pelea entre Elsa Bloodstone y Ulysses. Aparentemente la matan junto con el resto del tesoro zombi.

### Spider-Man: Heroes & Villains
Grito aparece en Spider-Man: Heroes & Villains Collection.

## En otros medios

### Televisión
- Grito aparece en la cuarta temporada de Ultimate Spider-Man vs. Los 6 Siniestros, con la voz de Ashley Eckstein.[24]
  - En el episodio 8, "El Anti-Venom", sale como cameo, cuando Spider-Man y el Agente Venom la derrotan en el momento en que el Doctor Octopus estaba buscando miembros para sus últimos Seis Siniestros.
  - En el episodio 10, "Los Nuevos 6 Siniestros" Parte 1, Grito se mostró en robar un banco en el momento en que Spider-Man estaba trayendo un pastel para el cumpleaños de la Tía May. Spider-Man tenía que tener cuidado de no haber arruinado el pastel mientras que lucha contra Grito. Spider-Man logró derrotar a Grito, dejándola en un carrito de hot dogs. Aunque había una mezcla de arriba, donde Spider-Man accidentalmente agarró la bolsa con el dinero robado, en lugar de la bolsa que contiene el pastel.
  - En el episodio 14, "La Saga Simbionte" Parte 2, se encuentra entre los civiles que están infectados con los fragmentos del simbionte Carnage, usa su poder en liberarse un poco para pedir ayuda a Spider-Man antes de ser controlada. El simbionte Carnage en Grito, es neutralizado por Harry Osborn como el Anti-Venom, al dejarse inconsciente.

### Película
Frances Barrison aparece en la película del Universo Marvel de Sony, Venom: Let There Be Carnage interpretada por Naomie Harris. Esta versión se enamoró de Cletus Kasady en su juventud mientras ambos estaban en el Hogar St. Estes para Niños No Deseados y se separó de él cuando la llevaron al Instituto Ravencroft. En el camino hacia allí, Barrison intentó usar sus poderes sónicos para escapar, pero el oficial de policía Patrick Mulligan le disparó en el ojo. Mientras Mulligan creía que la había matado, Barrison sobrevivió a la herida, pero quedó con muchas cicatrices y posteriormente encarcelada dentro de una celda de vidrio reforzado. En el presente, después de que Kasady se convierte en Carnage, saca a Barrison de Ravencroft, y juntos hacen un alboroto por San Francisco y capturan a Mulligan y Anne Weying para atraer a Venom. Mientras Kasady y Barrison intentan casarse en una catedral, se enfrentan a Venom, quien engaña a Barrison para que lo ataque con su explosión sónica. Esto demuele la catedral y mata a Barrison, quien es aplastada por una campana que cae.

### Videojuegos
- Grito fue uno de los jefes que aparecieron en Spider-Man and Venom: Maximum Carnage, que se basa en la historia de la que es parte.
- Grito hace una aparición como uno de los villanos menores para la versión de PS2 Wii y PSP del videojuego Spider-Man 3 con la voz de Courtenay Taylor. En el juego ella está casada con Michael Morbius. Sus poderes le fueron dados por un simbionte similar al que le dio a Spider-Man el traje negro. Ella es mencionada por primera vez por Morbius como la que lo llevó a tener que alimentarse de sangre, pero menciona que cuando ella se lo hizo no era "ella misma" y que había sido "cambiada". Ella utiliza sus poderes psíquicos para influir en los ciudadanos de Nueva York para hacer varias cosas (como ser sus "hijos" o, alternativamente, haciéndolos entrar en gases tóxicos y permanecer en el gas). Ella pone una estructura de pilares grandes en la parte superior de un edificio y le une varios meteoritos, de los cuales podría obtener energía. Spider-Man logra tirar todos los meteoritos fuera de la columna y Grito huye a su vez. Más tarde, Spider-Man trae a Morbius a la guarida de Grito, y Morbius le pide saber qué le hizo Grito; Grito dice que lanzó una sangre especial en su laboratorio que infectó a Morbius (aunque ella no había querido hacerle daño). Ella utiliza sus poderes psíquicos para obligar a Morbius a luchar contra Spider-Man, y cerrar las ventanas para que la luz del sol no perjudicase a Morbius. Spider-Man derrota Morbius y Grito huye más en su escondite. Grito emplea la guerra psicológica en Spider-Man, instándole a utilizar sólo sus poderes para divertirse y darse placer a sí mismo. También crea una ilusión de duplicados de Mary Jane Watson, J. Jonah Jameson, Curt Connors, y Harry Osborn para combatirlo. Spider-Man se da cuenta de que tanto los poderes de Grito y su traje negro provienen de la misma fuente, usa su traje negro para hacer que Grito / Francis Morbius aparezcan, y a su vez la derrota. Spider-Man trae a Grito / Francis al Dr. Connors y Morbius para descubrir si puede ser curada de su condición.